# Saint-Sulpice-la-Forêt
Saint-Sulpice-la-Forêt (tiếng Breton: Sant-Suleg-ar-C'hoad) là một xã của tỉnh Ille-et-Vilaine, thuộc vùng Bretagne, miền tây bắc nước Pháp.

## Dân số
Người dân ở Saint-Sulpice-la-Forêt được gọi là Sulpiciens.
| Năm | 1962 | 1968 | 1975 | 1982 | 1990 | 1999 |
| --- | ---- | ---- | ---- | ---- | ---- | ---- |
| Dân số | 299  | 325  | 509  | 731  | 1064 | 1307 |
| From the year 1962 on: No double counting—residents of multiple communes (e.g. students and military personnel) are counted only once. |      |      |      |      |      |      |